# Trans Jernge
Trans Jernge is een bestuurslaag in het regentschap Simeulue van de provincie Atjeh, Indonesië. Trans Jernge telt 303 inwoners (volkstelling 2010).